# 이승준 (바둑 기사)
이승준(李承俊, 1999년 5월 17일 ~ )은 대한민국의 바둑 기사이다.

## 약력
제주도 서귀포시 대정읍 출신으로 7세에 바둑에 입문하여 부산 장명한 바둑도장과 서울 충암바둑도장에서 바둑을 공부했다. 제10회 제주특별자치도지사배 전도 아마바둑대회에서 최강부에서 우승했고 2016년 제8회 한국중·고바둑연맹 회장배 중·고생 바둑대회에서 고등 최강부 1위를 차지했다. 2017년 제138회 연구생입단대회 최종 결정국에서 문유빈을 꺾고 입단했다. 2017년 KB국민은행 퓨처스리그에 출전했고, 제5회 메지온배 오픈신인왕전 본선 16강에 진출했다. 2018년 2단을 거쳐 2022년 4단으로 승단했다.